# Gereben (eszköz)

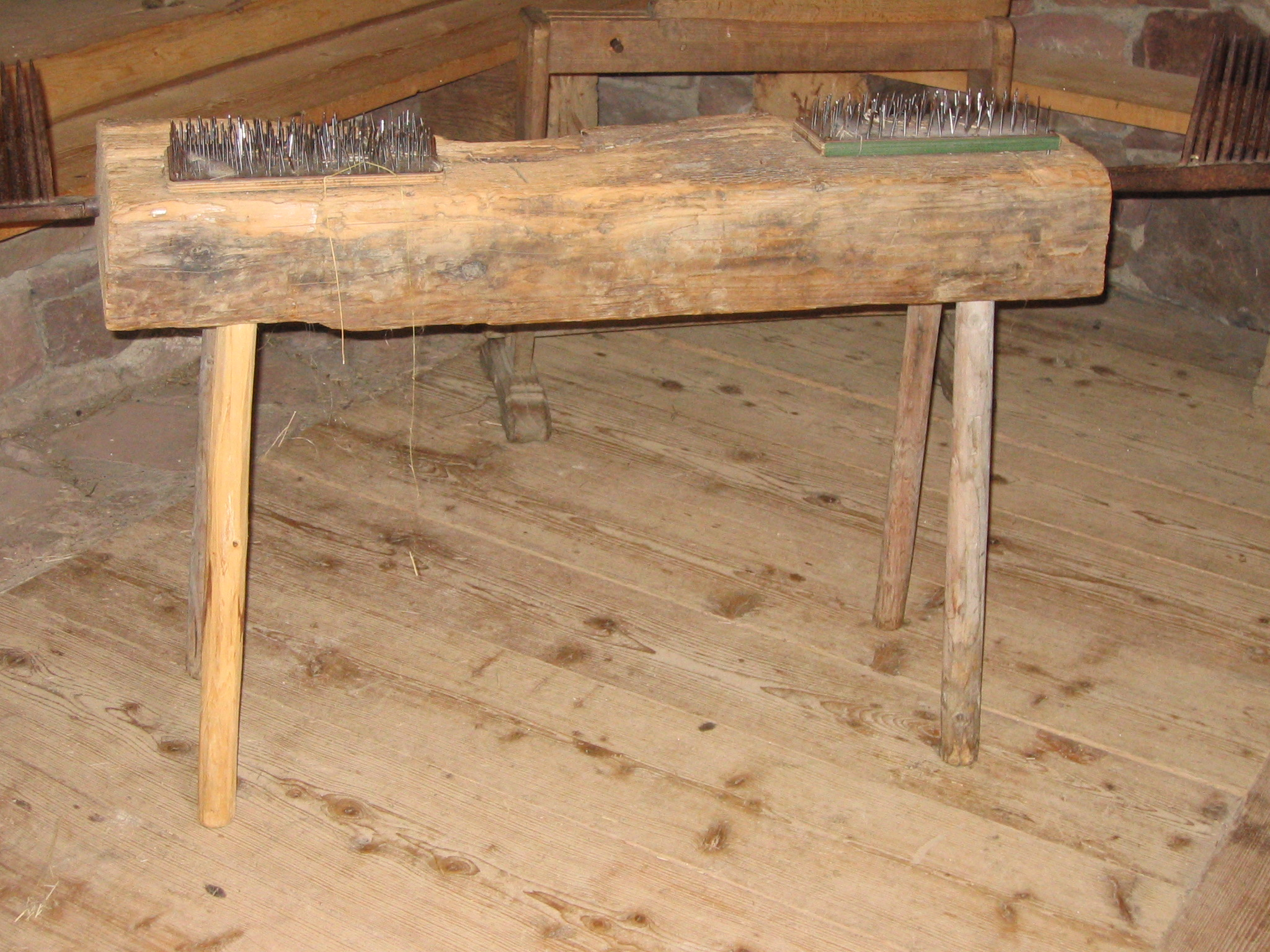

A gereben a gyapjú és rost fésülésére használatos, lapát alakú, nyeles faeszköz, az ó-európai gyapjú- és lenkultúra rostfésülő eszközének alapformája. A lenvászon elkészítésének egyik sarkalatos pontja a len tilolása a gerebenen. A magyarok a honfoglalás után ismerték meg. Vele rokon, gyakorlatilag azonos funkciójú, de főleg a kender tilolására használatos eszköz volt a héhely.

## Kialakulása, története
Eredetileg  lapos fa fésülő volt. A fafogakat a klasszikus görög, illetve római kultúrában, a vaseszközök használatának bevezetése után cserélték fel szögekkel. Az ilyen, új formájú gerebeneket az egykori római provinciákban, (sőt, germán nyelvterületen távolabb észak felé is). A déli szlávoknál eredetileg a régi, lapos fa fésülő neve volt ’greben’, majd amikor a romanizált Balkánon megismerték a fejlettebb, vasszeges formát, arra ruházták át a régi nevet. A magyarok a honfoglalás után főleg a Dunántúlon lakó déli szláv népcsoportoktól vette át az eszközt, és annak nevét is.

## Elterjedése
Napjainkra főként a keleti szlávok kultúrájában maradt meg. A magyar kultúrkörben főleg erdélyi eszköz maradt, de szórványosan nyugat felé egészen a Duna vonaláig használják. 

## Megjelenése, felépítése
Szélesebb részén, a nyélre merőlegesen 1–2 sor szeget ütnek át rajta, amitől fésűre, illetve kefére emlékeztet. 

## Használata
A tiloló egyszerre két, azonos típusú gerebennel dolgozik úgy, hogy az egyiket székhez, padhoz rögzíti, a másikat pedig kézbe fogja. A gereben fogaiba beakaszkodott rostot előbb kis csomókban, kézzel szaggatják ki, majd a fogak között maradt, simább szálakat a másik gerebennel fésülik simára.

## Ajánlott irodalom
- Szolnoky Lajos: A rostfésűk (Népr. Ért., 1966); Szolnoky Lajos. Alakuló munkaeszközök (Bp., 1972).